# Бернхард II (герцог Саксен-Майнінгенський)
Бернхард II (нім. Bernhard II.), повне ім'я Бернхард Еріх Фронд Саксен-Майнінгенський (нім. Bernhard Erich Freund von Sachsen-Meiningen), (нар. 17 грудня 1800 — пом. 3 грудня 1882) — герцог Саксен-Майнінгену у 1803—1866 роках, син попереднього герцога Саксен-Майнінгену Георга I та принцеси Луїзи Елеонори Гогенлое-Лангенбурзької. До 1821 року правив під регентством матері.
За часів його правління Саксен-Майнінген став крупним фінансовим центром Німеччини із добре розвиненою інфраструктурою, а столиця набула нових архітектурних ансамблів. У 1826 році збільшив свої володіння завдяки Угоді про розподіл Саксен-Гота-Альтенбургу. У 1824 році дарував герцогству першу Конституцію. Після поразки Габсбургів, яких він підтримував у ході Австро-прусської війни, у 1866 році був змушений зректися трону на користь сина. Останні роки життя провів як приватна особа, мешкаючи у Великому палаці Майнінгена.
Співзасновник ордену дому Саксен-Ернестіне (1833). Генерал від інфантерії прусської армії від 31 травня 1859 року.

## Біографія

### Молоді роки
Бернхард народився 17 грудня 1800 року у Майнінгені. Він був третьою дитиною та єдиним сином в родині герцога Саксен-Майнінгену Георга I та його дружини Луїзи Елеонори Гогенлое-Лангенбурзької. Хлопчик мав старших сестер Адельгейду та Іду. Хрестини новонародженого були призначені на перший день Різдва, оскільки в Тюрингії багато значення надають вибору небесного покровителя. Були запрошені принц-єпископ Вюрцбурга Георг Карл фон Фехенбах, ландграф Гессен-Філіпшталь-Бархвельдський та численні представники міст та селищ. Ім'я Бернхард було дане немовляті на честь прадіда Бернхарда I, який став засновником дому Саксен-Майнінген, а Фронд, тобто Друг, було додане за бажанням батька, аби в майбутньому він став другом своїх підданих, ставився до них з любов'ю та був шануєм ними як друг. Від урочистих святкувань з приводу народження спадкоємця Георг відмовився та на заощаджені кошти заклав будівлю школи.

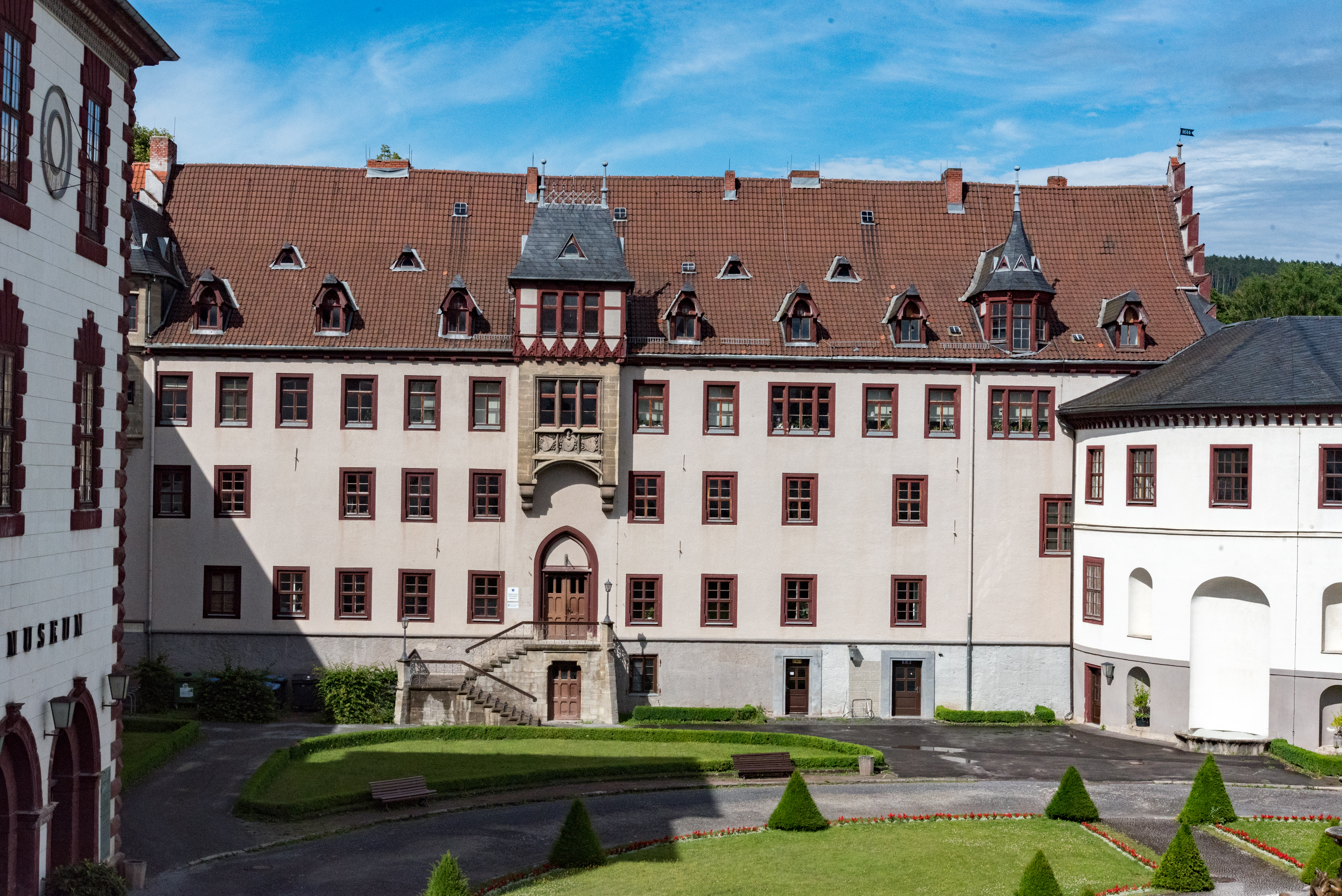
Замок Елізабетхенбург

Мешкало сімейство у замку Елізабетхенбург в Майнінгені. Літо вони проводили у замку Альтенштайн у Тюринзькому лісі. Батько раптово помер у 1803 році від пневмонії із пророчими словами: 
«Мій Бернхард стане доброю людиною і продовжить мою справу з того місця, де я зупиняюсь.»
Згідно шлюбного договору, регентство до досягнення герцогом 21 року взяла на себе його матір, Луїза Елеонора Гогенлое-Лангенбурзька, жінка мудра та енергійна. Юному правителю незадовго до його 6-річчя був призначений вчителем теолог Фрідріх Моссенгайл.
В цей час почалася наполеонівська навала. Герцогство увійшло до Рейнської конфедерації. Коли французькі війська зайняли Майнінген, родина продовжувала залишатися в палаці. У 1815 році країна увійшла до Німецького союзу. Наступного року сестра Бернхарда, Іда, взяла шлюб із принцом Саксен-Веймар-Айзенаським Карлом Бернхардом. У 1817 році Саксен-Майнінген пережив великий голод. У 1818 сестра Адельгейда від'їхала до Британії, одружившись із принцом Вільгельмом, герцогом Кларенським.
З середини вересня 1818 року Бернхард почав навчання у Єнському університеті. Завдяки відкритому дружелюбному характеру, він швидко потоваришував з іншими студентами. Наступний рік герцог провів в Гайдельберзькому університеті, так само супроводжуваний Фрідріхом Моссенгайлом. Після закінчення курсу мандрував Італією, Швейцарією, Нідерландами. Останній рік перед набуттям герцогських повноважень Бернхард присвятив введенню в курс державних справ та візиту до британських родичів.

### Правління
У грудні 1821 року Бернхард перебрав на себе правління, сповнений рішучості подолати відсталість своєї країни, утвореної консервативною політикою Луїзи Елеонори. Перші чотири роки правління герцога були присвячені реорганізації органів управління та створенню конституції. Відразу після набуття повноважень він провів податкову ремісію. Для матері герцог звелів будувати новий палац у центрі міста. Головою Таємної ради міністрів в цей час був Крістіан Фердинанд фон Кьониць.

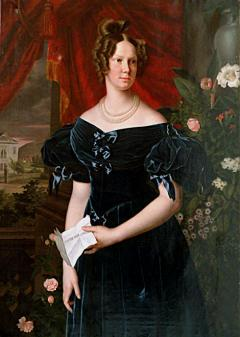
Марія Фредеріка Гессен-Кассельська

Згідно Німецького федерального закону, який діяв у державах Німецького союзу і зобов'язував усіх своїх членів запровадити конституцію, конституція Саксен-Майнінгену була дана 4 вересня 1824 року і складалася з 91 параграфу в семи розділах. До ландтагу обирався 21 депутат терміном на 6 років. Виборче право надавалося чоловікам від 25 років християнського віросповідання та не пов'язаних з банкрутством. Державні та судові чиновники право голосу мали. Президентом ландтагу став Дітріх фон Штайн. Перше засідання було скликане 17 грудня 1824 року. Тоді ж було оголошено про заручини герцога із принцесою Марією Фредерікою Гессен-Кассельською.
У віці 24 років Бернхард узяв шлюб із 20-річною принцесою Марією Фредерікою. Вінчання пройшло 23 березня 1825 у Касселі. Святкування союзу відзначалося пишністю та урочистістю. Марія Фредеріка із великою прихильністю та відданістю ставилася до чоловіка. Мешкати молодята вирішили у новозбудованому  Малому палаці Майнінгена на бульварі Бернхарда, 2. У тому ж році герцогиня завагітніла і у квітні 1826 року на світ з'явився спадкоємець. Пологи були важкими, лікарі побоювалися за її життя. Донька народилася лише сімнадцять років потому. Всього у подружжя було двоє дітей.
У лютому 1825 року помер, не залишивши нащадків, герцог Саксен-Гота-Альтенбургу Фрідріх IV. Бернхард відразу оприлюднив свої претензії на території, що залишилися без правителя.  Його найсильнішим суперником вважався Ернст Саксен-Кобург-Заальфельдський, одружений із небогою померлого герцога. Одним із спадкоємців вважався також Фрідріх Саксен-Хільдбурґхаузенський. У серпні 1826 року у Лібенштайні ними була укладена попередня угода щодо розподілу земель Саксен-Гота-Альтенбургу, а 12 листопада 1826 у замку Хільдбурґхаузен був підписаний договір про розподіл територій, згідно з яким герцогство Саксен-Майнінгенське отримувало більшу частину герцогства Саксен-Хільдбурґхаузен, князівство Заальфельд і деякі інші володіння, всього близько 1400 км2 із 71 000 жителів. 
Значне збільшення території викликало необхідність змінити всю систему управління, і в 1829 році Бернхард ввів нову конституцію, за якою він ділив законодавчу владу з земськими чинами; виконавча влада належала йому разом із земської директорією, (нім. Landschaftliches Directorium), з 3 членів, які обираються земськими чинами. Кількість членів ландтагу зросла до 24. У дію Конституція вступила 23 серпня 1829 року. Перше засідання ландтагу відбулося 30 жовтня 1830.

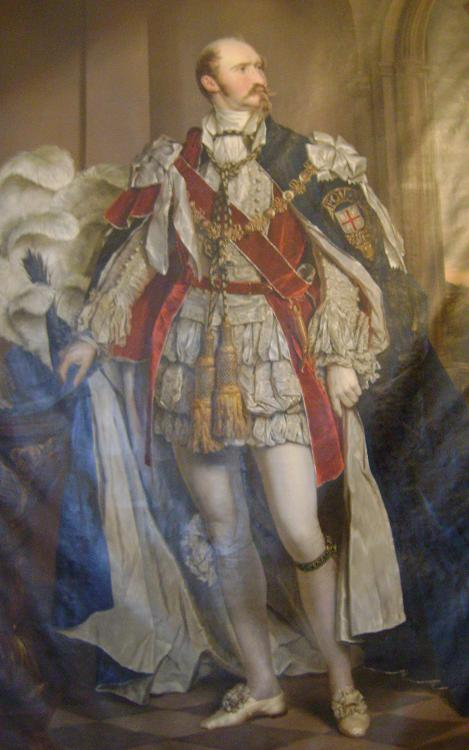
Портрет Бернхарда II пензля Самуїла Фрідріха Діца, 1830

У 1931 році був прийнятий закон про домени, згідно з яким з їх прибутків 200 тисяч гульденів йшли герцогу, а решта в державну касу. 17 грудня 1831 відбулося відкриття 
Майнінгенського придворного театру. Створений придворним архітектором  Августом Вільгельмом Дьобнером та значною мірою профінансований сестрою Бернхарда, Адельгейдою, він являв собою велику будівлю в класичному стилі, із залою, розрахованою на 600 глядачів. Також Бернхард продовжував розбудовувати Англійський сад, створений його батьком. Були встановлені нові фонтани,  збудована герцогська каплиця із криптою, меморіал на честь письменника Жана Пауля. Натхненний візитами до Британії, він придбав фортецю Ландсберг, яку до 1840 року Дьобнер, за допомогою Карла Александра Гайделоффа, перетворив на неоготичний замок.
У 1834 році герцогство приєдналося до Німецького митного союзу та Тюринзької митно-торгової асоціації.
У 1846 році герцог домігся від ландтагу поступки, на деяких умовах, щодо права самостійного управління доменами і користування всіма доходами з них. Це викликало сильне незадоволення народу, і у 1848 році герцог відновив закон 1831 року. У 1848 році герцог погодився на демократичну реформу виборчого права, але, вгамувавши хвилювання за допомогою саксонських військ, він спершу дав відставку ліберальному міністерству і розпустив ландтаг, а у 1853 році зовсім скасував виборчий закон 1848 року.
У 1849 Бернхард заснував Державний кредитний заклад Майнінгену (нім. Landeskreditanstalt Meiningen), який спочатку був призначений для підтримки сільського, господарства та торгівлі, а згодом став іпотечним банком герцогства. Відкриття Центрального кредитного банку Німеччини у 1856 та Німецького іпотечного банку Майнінгена у 1862 році швидко перетворили столицю Майнінгена на значний фінансовий центр. Цьому також сприяло налагодження залізничних магістралей. Так, 1 листопада 1858 року відбулося відкриття першої в герцогстві залізниці, яка поєднувала Айзенах та Айсфельд. У січні 1859 року гілку продовжили до Ліхтенфельсу. Будівництвом займалася приватна залізнична компанія Верра, яка базувалася у Майнінгені. У 1863 році в столиці відкрили залізничне депо з кільцевим сараєм та поворотним колом, що дало змогу виконувати ремонтні роботи, не виїжджаючи до Ерфурту, як раніше.
Від 1859 року Бернхард у зовнішній політиці почав схилятися на бік Австрії. Від 30 грудня 1861 на території герцогства була дозволена діяльність пошти Турн-унд-Таксісів. У 1862  році він протестував проти військової конвенції Королівства Пруссії із герцогством Саксен-Кобург-Гота.
Під час Австро-прусської війни влітку 1866 року виступив на боці Австрійської імперії. Була оголошена мобілізація і майнінгенський військовий  контингент вирушив до Майнца. В липні прусські війська зайняли ексклав Камбург, а 19 вересня увійшли до Майнінгену. Бісмарк хотів повністю розпустити антипрусську країну, і лише заступництво великого герцога Саксен-Веймар-Айзенаського Карла Александра забезпечило збереження незалежності герцогства. Бернхард вимушено зрікся престолу 24 вересня 1866 року на користь сина. Георг II  8 жовтня 1866 року уклав з Пруссією мир та приєднався до Північнонімецької конфедерації. Від 1867 у Майнінгені був розквартирований прусський полк.

### Подальше життя
Після зречення Бернхард оселився із дружиною у Великому палаці Майнінгена на Бернхардштрассе, де раніше мешкала його матір. Літо продовжував проводити в Альтенштайні. Вів усамітнене життя приватної особи. Пропозицію бути консультантом в державних справах його син відхилив. Суперечки між ним та Георгом досягли апогею у 1873 році, коли той узяв морганатичний шлюб із акторкою Еллен Франц, яка вже кілька років була його коханкою. Він навіть намагався запевнити кайзера Вільгельма I, що його син є недостойним трону. Примирилися вони лише у 1878 році.
Помер 3 грудня 1882 у Майнінгені. Похований на парковому цвинтарі Майнінгена. Марія Фредеріка пережила його на п'ять років. Похована поруч.

## Особистість
Відрізнявся авторитарним характером і всіх вважав за своїх підданих. Часто приймав рішення спонтанно та одноосібно. Був дуже прив'язаний до своєї сім'ї та пишався своїм будинком. Зворушливо турбувався про дружину та дітей.  Забезпечив сину здобуття доброї освіти та дозволив доньці взяти шлюб з її обранцем.

## Родина
Дружина — Марія Фредеріка, принцеса Гессен-Кассельська
Діти:
- Георг (1826—1914) — наступний герцог Саксен-Майнінгену в 1866—1914 роках, був тричі одруженим, мав сімох дітей;
- Августа (1843—1919) — дружина принца Моріца Саксен-Альтенбурзького, мала п'ятеро дітей.

## Нагороди
- Великий магістр ордену дому Саксен-Ернестіне;
- Орден Підв'язки (Велика Британія) (1830);
- Орден Серафимів (Швеція), (31 грудня 1838);
- Орден Чорного орла (Королівство Пруссія), (27 лютого 1850);
- Великий хрест ордену Леопольда I (Бельгія);
- Великий хрест ордену Білого Сокола (Велике герцогство Саксен-Веймар-Айзенаське).

## Вшанування

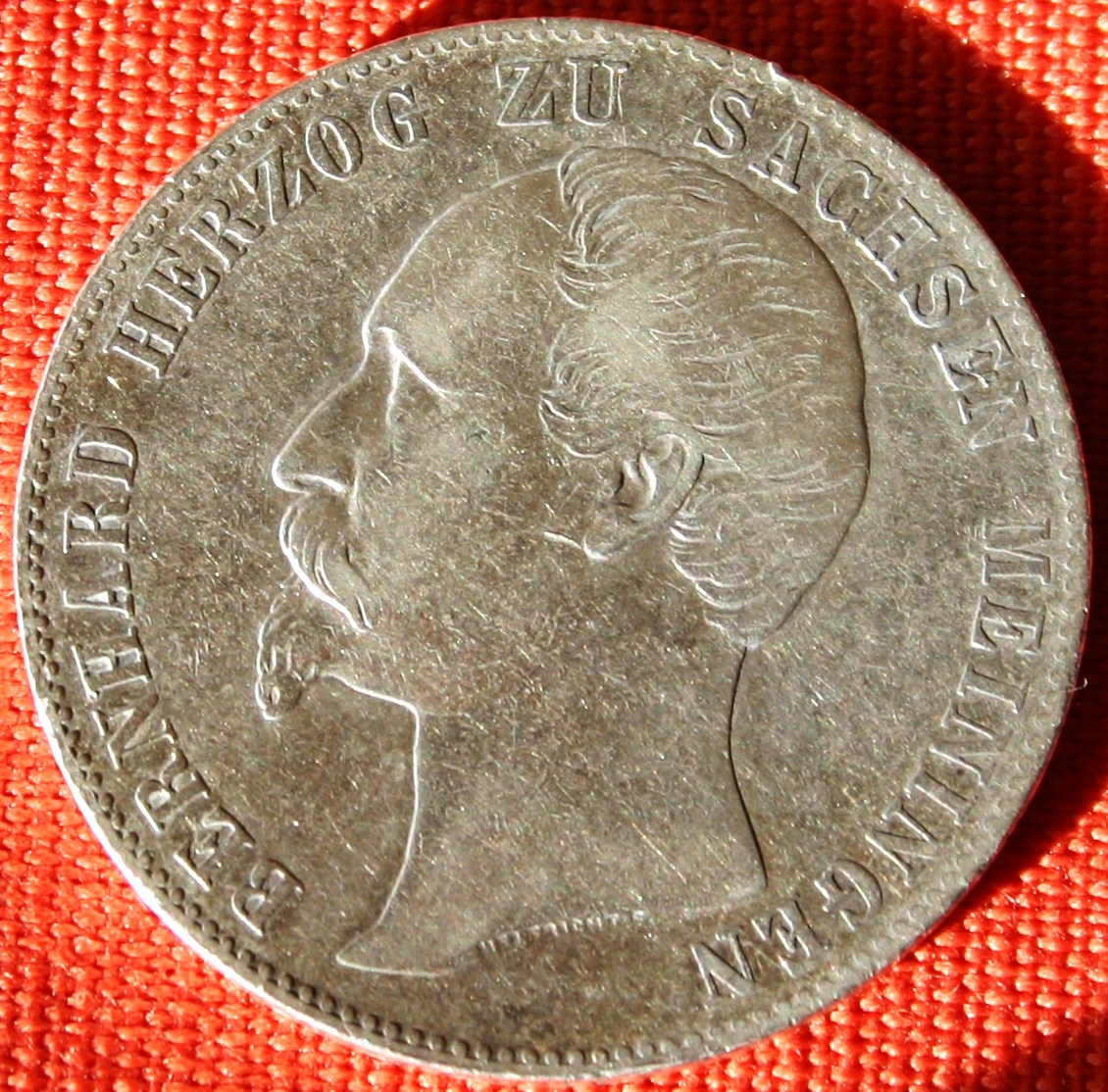
Профіль Бернхарда на монеті

### Пам'ятники
- В Англійському саду Майнінгена встановлена статуя Бернхарда II на повний зріст.

### Нумізматика
- Профіль Бернхарда зображений на монетах номіналом 1/2 гульдени 1846 та 1854 років випуску;
- Профіль Бернхарда зображений на монеті номіналом 2 гульдени 1854 року випуску;[23]